# 仁正寺陣屋
仁正寺陣屋（にしょうじじんや）、後の西大路陣屋（にしおおじじんや）は滋賀県蒲生郡日野町（近江国蒲生郡）にあった仁正寺藩の藩庁である。

## 概要
大永3年（1523年）蒲生氏が日野の地に築城した。賢秀の代に織田信長の臣下となった。天正12年（1584年）蒲生氏郷は伊勢国松ヶ島12万石に移封し、その後田中吉政、長束正家と城代が入り、慶長5年（1600年）関ヶ原の戦い以降廃城となった。
元和6年（1620年）市橋長政が越後国三条より2万石で入封し、日野城（中野城）の一部に陣屋を構えた。元和8年（1622年）、長吉に2千石分知し、慶安元年（1648年）、市橋政信の弟政直に1千石分知し、1万7千石となった。以降江戸時代を通じて、市橋氏は日野を離れる事もなく10代長和の代に明治維新を迎えた。
文久2年（1862年）仁正寺を西大路藩に改称した。

## 遺構
- 旧藩邸の大半は大正初年京都相国寺の塔頭の林光院として移築現存している。
- 旧藩邸の勘定部屋が町内に移築され、西大路衆議所として使用されている。
- 市橋家菩提寺である清源寺書院は文久元年（1861年）新築前の藩邸の一部が移築現存している。
- 西大路聖財寺、法雲寺も藩邸の一部が移築または部材が使用されていると言う伝承がある。
- 米蔵も現存している。